# Cudot
Cudot es una localidad y comuna francesa situada en la región de Borgoña, departamento de Yonne, en el distrito de Sens y cantón de Saint-Julien-du-Sault.

## Demografía
| 543 | 509 | 510 | 650 | 597 | 587 | 656 | 722 | 750 | 690 | 731 | 740 | 740 | 702 | 695 | 651 | 616 | 592 | 590 | 547 | 485 | 468 | 462 | 447 | 443 | 408 | 400 | 325 | 296 | 246 | 237 | 273 | 341 |
| Para los censos de 1962 a 1999 la población legal corresponde a la población sin duplicidades (Fuente: INSEE [Consultar]) |     |     |     |     |     |     |     |     |     |     |     |     |     |     |     |     |     |     |     |     |     |     |     |     |     |     |     |     |     |     |     |     |